# ケーニヒスブロン
ケーニヒスブロン (ドイツ語: Königsbronn) は、ドイツ連邦共和国バイエルン州シュヴァーベン行政管区のハイデンハイム郡に属す町村（以下、本項では便宜上「町」と記述する）である。この町はオストヴュルテンベルク地方に含まれる。

## 地理

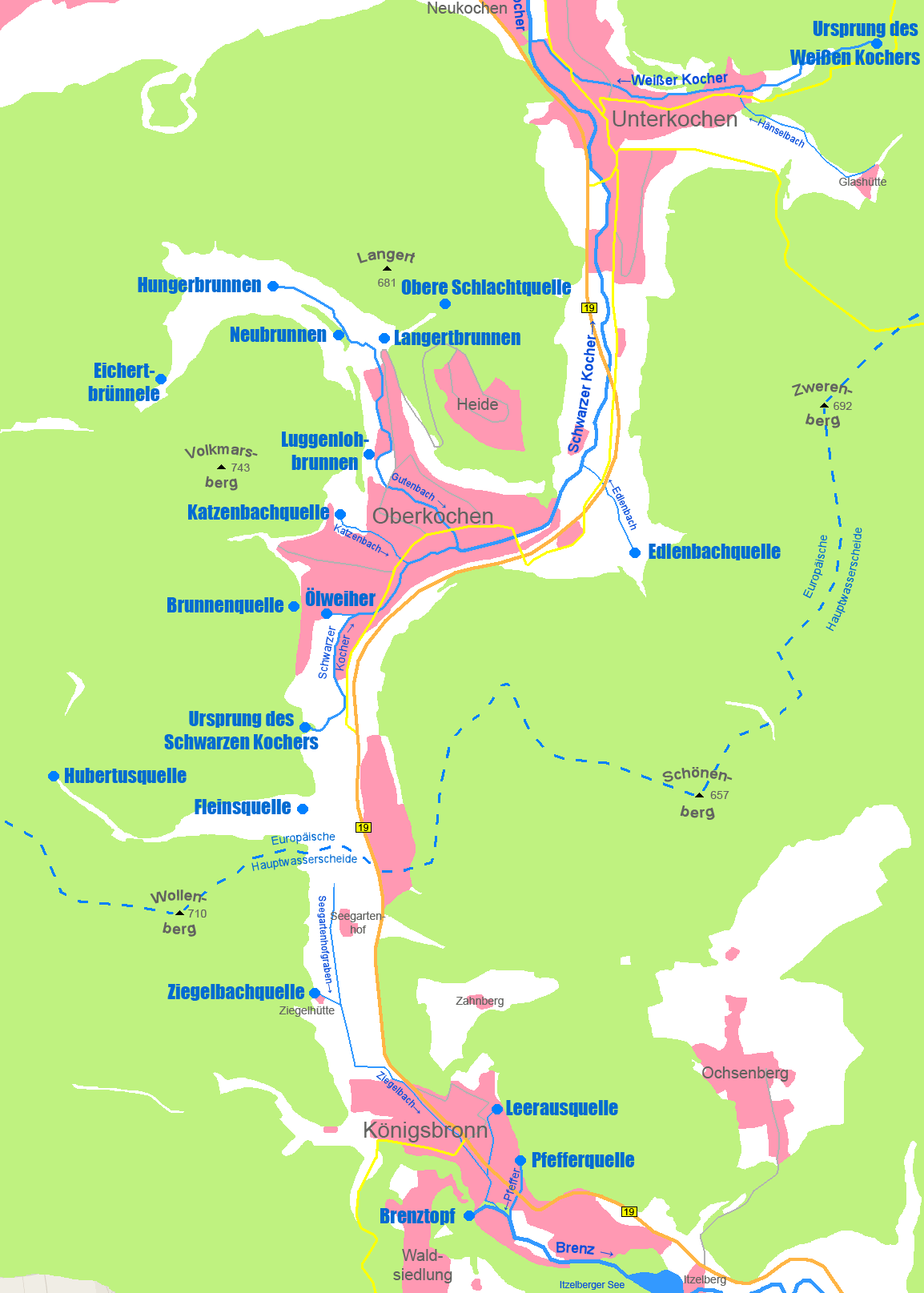
分水界地図

### 位置
ケーニヒスブロンは、シュヴェービシェ・アルプ東端、いわゆるオストアルプに位置している。首邑とイッツェルベルク地区はブレンツタール（ブレンツ川の谷）にあり、谷の西側の高台であるアルブーフにツァング地区が、東側のヘルツフェルトにオクゼンベルク地区がある。ブレンツ川がケーニヒスブロンから湧出し、ラウインゲン付近でドナウ川に注いでいる。町の北部、隣町であるオーバーコッヘンとの町境付近を、ライン水系で北海に注ぐ地域とドナウ水系で黒海に注ぐ地域とに分ける分水界が通っている。地質学上ケーニヒスブロンはシュヴェービシェ・アルプのカルスト地形が特徴で、多孔質の石灰岩（ジュラ紀）に形成された洞窟や水源が多く存在する。

### 自治体の構成
ケーニヒスブロンには、旧自治体のイッツェルベルク、オクゼンベルク、ツァングが属しており、11の小地区を含む。

### 土地利用
| 用途                 | 面積 (ha) | 占有率 (%) |
| -------------------- | --------- | ---------- |
| 森林                 | 3,242     | 71.3       |
| 農業用地             | 814       | 17.9       |
| 水域                 | 15        | 0.3        |
| レクリエーション用地 | 37        | 0.8        |
| 住宅地、空き地       | 167       | 3.7        |
| 工業・産業用地       | 77        | 1.7        |
| 交通用地             | 136       | 3.0        |
| その他               | 56        | 1.2        |
| 合計                 | 4,544     | 100.0      |

データは、バーデン＝ヴュルテンベルク州統計局の2023年現在の値による。

## 歴史

### 古代、中世
町域における最初の定住の証拠は、リス氷期とヴュルム氷期に造られた。数多くの墳墓がハルシュタット時代（紀元前800年から480年）の定住を示している。アレマン人の時代（紀元後260年）の列状墓地も発見されている。ケーニヒスブロン西側の谷の縁にある岩山ヘルヴァルトシュタインでアレマン人の避難城砦の痕跡が見つかっている。

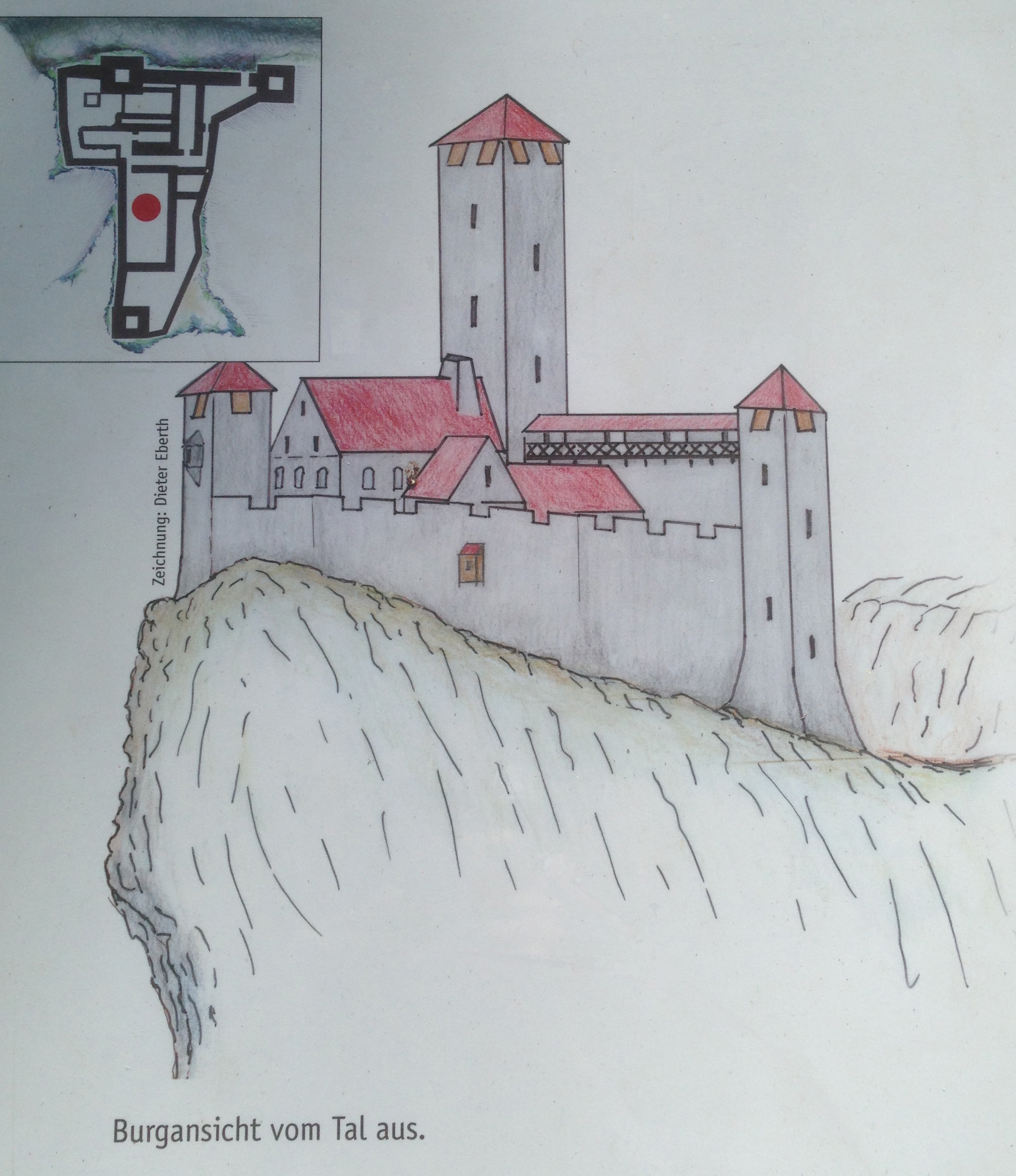
ヘルヴァルトシュタイン城の復元図

集落の成立史はよく判っていない。ただしネルトリンガー・リースからヘルツフェルトやアルブーフを経由してかつてのドナウ川の渡し場があったイラー川の合流地点に至る交易路沿いのブレンツタールに最初の集落が形成されたのは500年頃であったと考えられる。荷物を積んだ荷車は、ブレンツ川の水源地とヘルヴァルトシュタインとの間のアルブーフへの急な登り坂の前で、牛をつないで牽かせる必要があった。このつなぐ場所が最初の集落の祖型になったと考えられる。
ヘルヴァルトシュタインでの陶片の発見は、ここに750年頃に城があったことを示している。その所有者であった可能性がある1人に関する手がかりが、近くにあるヴィーゼンシュタイク修道院の861年12月6日付けの設立書に記されている。この文書には Herienwart という人物が署名をしている。城は1000年に拡張された。
12世紀に城と村はディリンゲン伯の所有となった。これらは、最後の家長となったハルトマン4世の下、13世紀にヘルフェンシュタイン伯に移譲された。1287年に王ルドルフ・フォン・ハプスブルクがヘルヴァルトシュタインを包囲し、2週間にわたって投石機による攻撃を行った。その結果ヘルフェンシュタイン伯ウルリヒは開城した。伝説によれば、ウルリヒ伯は開城前に城壁の中に銀の財宝を隠したとされていた。実際1953年の発掘で、1240年頃に南ドイツで鋳造された銀貨（ブラクテアート）69枚が廃墟から見つかった。
城の麓の「シュプリンゲン」集落は、1302年にウルリヒ伯がアルブレヒト1世に宛てたヘルヴァルトシュタイン城趾売却に関する文書に、「教会権を持つ市場町」として初めて記録されている。この集落の名前は、近くにあるブレンツ川の石灰泉に引き継がれている。アルブレヒト王は1303年にブレンツ川の水源近くにシトー会ケーニヒスブロン修道院を創設した。この名前は後世、1806年（一説には1818年）になって公式に村の名前となった。現在、ヘルヴァルトシュタインの麓にある元々の集落は、「ヴァイラー」（直訳: 小集落）と呼ばれている。
ヘルフェンシュタイン家は、1365年にカール4世からレーエンとして、改めてこの地域を治めることを許された。この皇帝が1378年に亡くなる所有権が変動した。ヘルフェンシュタイン家からハイデンハイムを獲得したヴュルテンベルクがこの地域における権利を主張したが、修道院院長は修道院を帝国直轄であると考えていた。

### 近世以後
シュマルカルデン戦争後の混乱の中、ケーニヒスブロンは第二次辺境伯戦争でブランデンブルク＝クルムバッハ辺境伯アルブレヒト・アルキビアデスによって1552年に完全に破壊された。修道院は1553年に福音主義化され、カトリックの修道士は去って行った。ヴュルテンベルク公クリストフは1556年に修道院内に、他の12の大修道院と同様に、福音主義の修道院学校を設立した。この学校で学んだ有名な生徒としては、たとえばニコデムス・フリシュリンや、ヨハネス・ケプラーの師であるミヒャエル・メストリンらがいる。1629年の復旧令によりケーニヒスブロンはカトリックに戻されるはずであったが、住民たちの反対によって中止された。1648年の三十年戦争終戦後、ケーニヒスブロンは最終的にヴュルテンベルク領で福音主義とされた。
周辺で産出されるボーンエルツ（鉄鉱石）の精錬が再開され、1651年に最初の高炉に火が入れられた。長い間鉄の精錬はヴュルテンベルクの領邦独占であり、ヨハン・ゲオルク・ブレツィンガーの下でケーニヒスブロン製の鉄製品は地域を超えて名声を得た。
ヴュルテンベルク王国の建国後、ケーニヒスブロン修道院管区はオーバーアムト・ハイデンハイムの下位管区として組み込まれた。ケーニヒスブロンは1864年にブレンツ鉄道によって王立ヴュルテンベルク邦有鉄道の鉄道網に接続し、これが経済的発展を支えた。20世紀初めになると鉄の精錬はもはや利益を生み出さなくなっていた。精錬所は1908年に廃止された。第一次世界大戦終戦時、ケーニヒスブロンでは79人が死亡し、20人が行方不明であった。ナチ時代のヴュルテンベルクの行政改革によって、ケーニヒスブロンは1938年にハイデンハイム郡に編入された。第二次世界大戦では152人のケーニヒスブロン住民が死亡し、69人が行方不明になった。この町は、1945年にアメリカ占領地区の一部となり、新設されたヴュルテンベルク＝バーデン州に属すこととなった。この州は1952年に現在のバーデン＝ヴュルテンベルク州に再編された。

### 町村合併
- 1971年1月1日: イッツェルベルク[4]
- 1971年9月1日: ツァング[4]
- 1972年2月1日: オクゼンベルク[4]

## 住民

### 宗教
ヴュルテンベルクに属したケーニヒスブロンは、宗教改革以後は専ら福音主義の町であった。ケーニヒスブロンとツァングの福音主義教会は、ヴュルテンベルク福音主義州教会のハイデンハイム教区監督区に属している。第二次世界大戦後、1952年にカトリックのマリアの被昇天教会が形成され、1961年に独立した教区になった。この教会区は、ロッテンブルク＝シュトゥットガルト司教区ハイデンハイム首席司祭区のゼールゾルゲアインハイト（司牧会）に属している。

### 人口推移
各時点における町域内の人口（この町を主たる居住地とする人口）を以下に示す。数値は推定値、人口調査結果 (1)、バーデン＝ヴュルテンベルク州統計局の公的研究結果に基づく。
| 年              | 人口（人） |
| --------------- | ---------- |
| 1871年12月01日1 | 2,488      |
| 1880年12月01日1 | 2,457      |
| 1890年12月01日1 | 2,394      |
| 1900年12月01日1 | 2,038      |
| 1910年12月01日1 | 2,168      |
| 1925年06月16日1 | 2,295      |
| 1933年06月16日1 | 2,427      |
| 1939年05月17日1 | 2,745      |
| 1950年09月13日1 | 4,240      |
| 1961年06月06日1 | 5,835      |

| 年              | 人口（人） |
| --------------- | ---------- |
| 1970年05月27日1 | 6,711      |
| 1980年12月31日  | 6,979      |
| 1987年05月25日1 | 7,307      |
| 1990年12月31日  | 7,501      |
| 1995年12月31日  | 7,707      |
| 2000年12月31日  | 7,468      |
| 2005年12月31日  | 7,416      |
| 2010年12月31日  | 7,085      |
| 2015年12月31日  | 7,142      |
| 2020年12月31日  | 7,018      |

## 行政

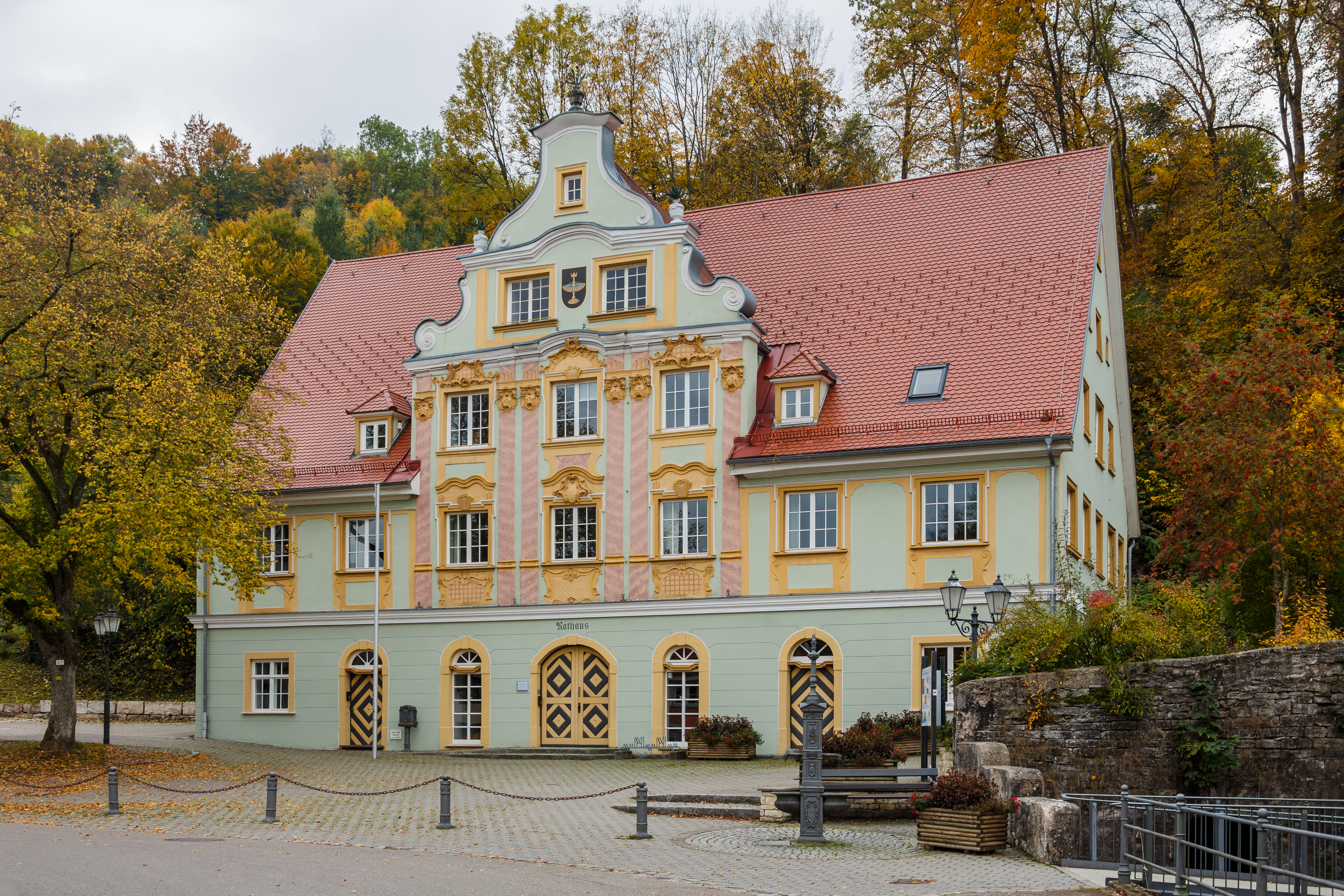
ケーニヒスブロンの町役場

### 首長
2022年6月1日からイェルク・ヴァイラーがケーニヒスブロンの町長を務めている。2022年3月13日の選挙で彼は、1990年から町長を務め5期目の当選を目指す現職のミヒャエル・シュテュッツを相手に、56 % の支持票を獲得して町長に選出された。

### 議会
ケーニヒスブロンでは、町議会議員は Unechte Teilortswahl と呼ばれる選挙方式で選出される。この選挙方式では超過議席が生じるため、議席数は選挙結果ごとに異なる。2024年の選挙では22人の議員（2019年の選挙では21人であった）が選出された。議会はこれらの名誉職の議員と議長を務める町長で構成される。町長は議会における投票権を有している。

### 紋章
図柄: 黒地に金色（黄色）の水盤付きの泉。金色（黄色）のクローバー型の飾り付き冠を戴いた中央の柱の両側に金色（黄色）の管があり、銀色の水が流れ出している。
解説: 1926年の村長印には、旧ケーニヒスブロン修道院の「地口」の図柄が描かれていた。すなわち、修道院創設者のアルブレヒト王（王 = König）を象った柱が中央に建つ2つの管をもつ泉（泉 = Brunnen）が描かれていた。紋章学上より適切な形である冠を戴く柱（これも修道院の紋章に描かれていたものである）は、配色とともに1926年にシュトゥットガルトの文書館によって提案された。

### 住民投票
2017年7月4日に町議会で決議されたゲオルク＝エルザー基礎課程学校のアイヒハルデとツァングの閉鎖に反対する住民投票が、2018年1月28日に実施された。住民主導グループは、それ以前に十分多くの署名を集めていた（ツァング住民グループの有効署名数は650筆、アイヒハルデの有効署名数は925筆あった）。住民投票の投票率は約 45 % で、約 60 % が学校存続に賛成する票であった。

### 姉妹自治体
- ライセック（ドイツ語版、英語版）（オーストリア、ケルンテン州）1978年[9]

## 経済と社会資本

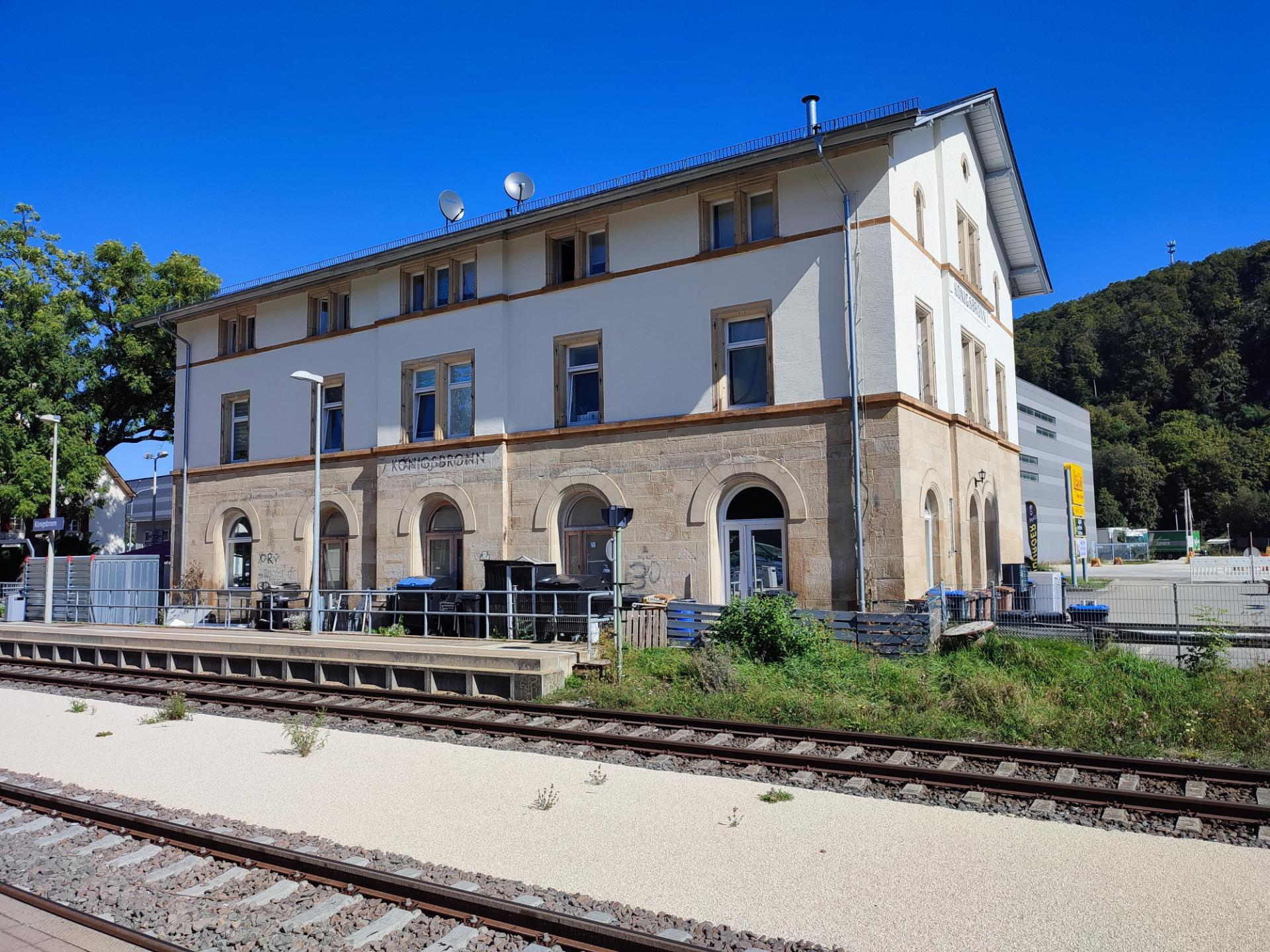
ケーニヒスボルン駅

### 交通
ケーニヒスブロンは、ブレンツ鉄道アーレン - ウルム線経由で、全国的な鉄道網に接続している。1時間ごとにドナウ＝イラーSバーンの列車が運行している。この列車の一部はイッツェルベルク駅に停車する。

### 教育機関
ゲオルク＝エルザー＝シューレは、ツァング分校とアイヒハルデ基礎課程学校を含む基礎課程・本課程・実科学校である。また、「ケーニヒスボルン森林教育センター」がある。

### レジャー施設、スポーツ施設
ケーニヒスブロン最大のスポーツクラブが SVH 05 ケーニヒスボルン（SVH = スポーツフェライン・ヘルヴァルトシュタイン）である。このクラブには9つの部門があり、約1000人の会員がいる。SVH のサッカー部門は、芝のグラウンドの他に人工芝のグラウンドも有している。
テニスクラブ・ケーニヒスブロンはヴァルトジートルング地区にあり、夏季にはクラブハウスのある8面の砂のコートが利用できる。冬季には2面の屋内コートがある。ツァング地区では、雪の状態が良ければ、ツァング・ロイペでクロスカントリースキーを楽しむことができる。

## 文化と見どころ

### コンサート
毎年国民哀悼の日に、ケーニヒスボルン音楽クラブのオーバーシュトゥーフェンカペレは定期コンサートを開催している。コンサートは、修道院教会、マリエン教会、ハンマーシュミーデで交互に行われる。この他に、オーバーコッヘン＝ケーニヒスブロン室内管弦楽団シンフォニエッタは、毎年修道院の中庭やハンマーシュミーデでゾンマーセレナーデ（直訳: 夏のセレナード）を行っている。

### 演劇
ケーニヒスブロン演劇グループ e.V. は、毎年夏に町役場前広場でブレンツウアシュプルング野外演劇公演を行っている。

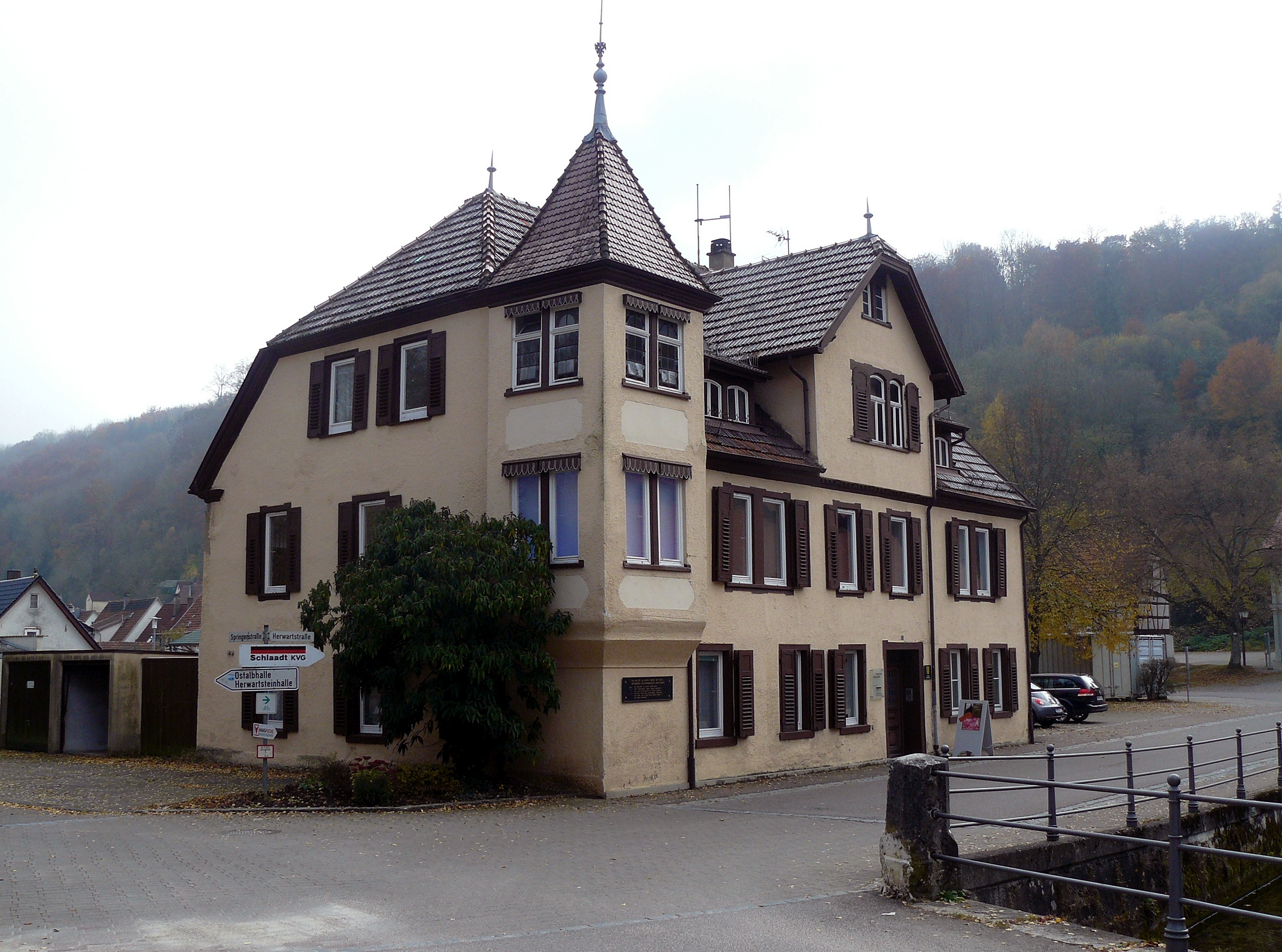
ゲオルク・エルザー記念館

### 博物館

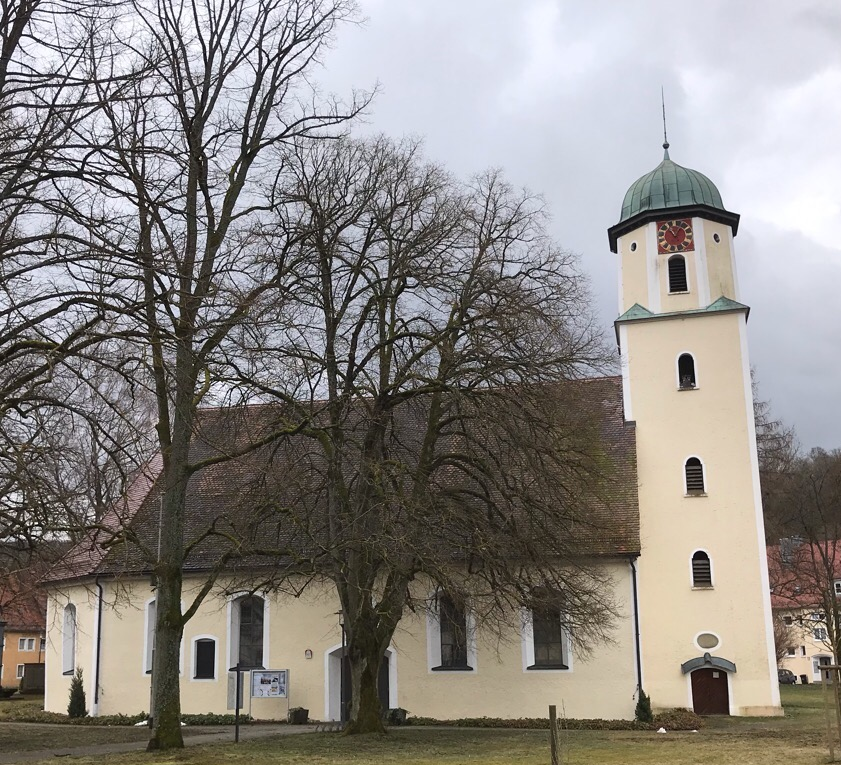
ケーニヒスボルン修道院教会

- 楼門博物館[13]
- ゲオルク・エルザー記念館[14]

### 建物
- 町役場は1765年にロココ様式で建設された。
- ヨハン・ゲオルク・ブレツィンゲンによって造営されたブレンツ川水源に面した旧ハンマーシュミーデ（鍛造所）は興味深い産業遺産である。（現在は小規模水力発電施設）
- ゲオルク・エルザー記念館は、ケーニヒスブロン住人だったゲオルク・エルザーと、彼による1939年11月8日のアドルフ・ヒトラー暗殺未遂事件を記念している[14]。2010年、駅前にフリードリヒ・フランコヴィッチュによりゲオルク・エルザー像が建立された。
- ケーニヒスブロン修道院。1553年に廃止されたかつてのシトー会修道院のうち、数棟の建物が遺されている。元の修道院教会跡に1565年に建設された修道院教会（現在は福音主義教区教会）と楼門博物館として利用されている建物が含まれる。
- ヘルヴァルトシュタインの岩山の上に中世のヘルヴァルトシュタイン城趾の基礎跡が見られる。

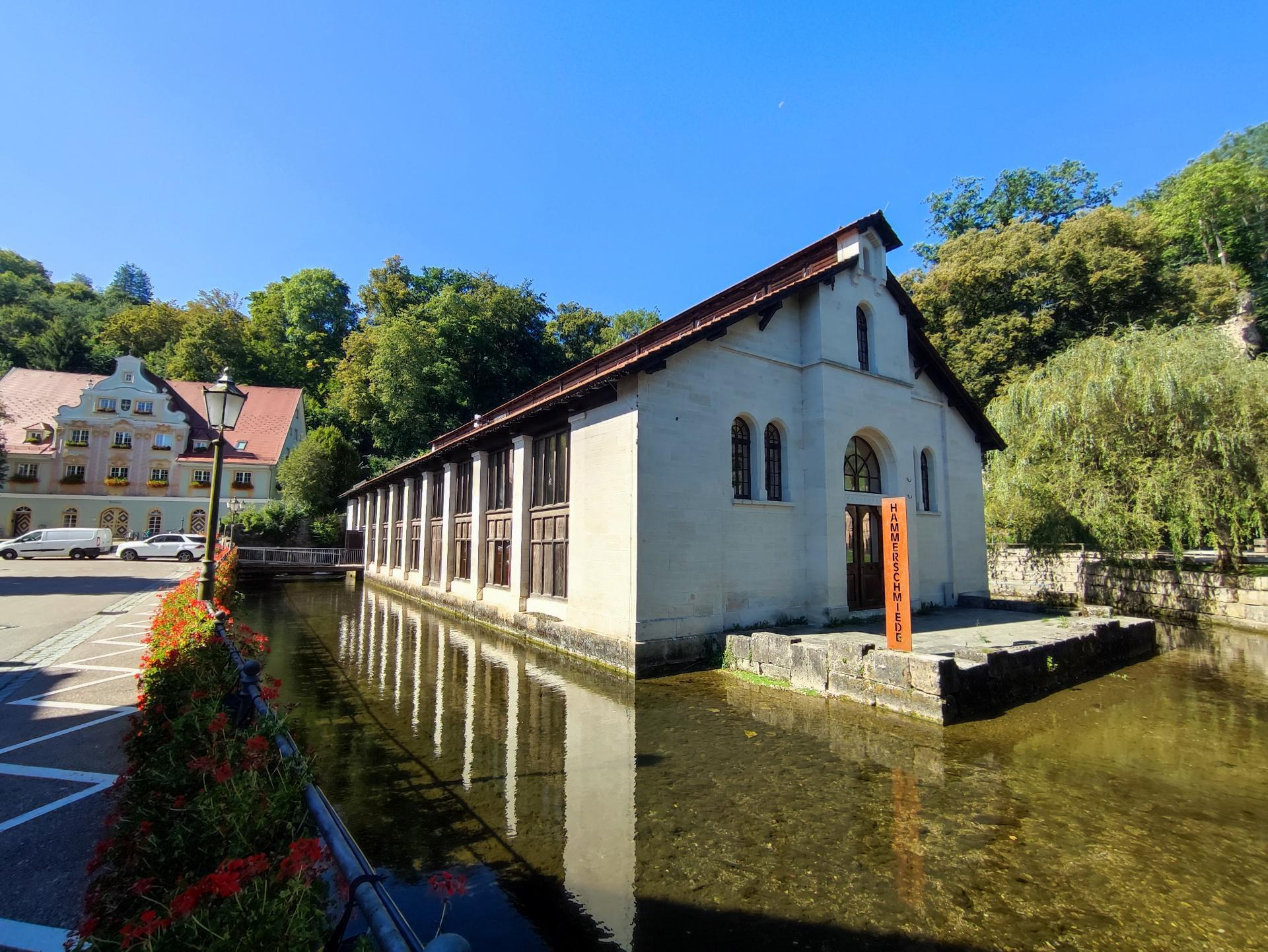
ハンマーシュミーデ
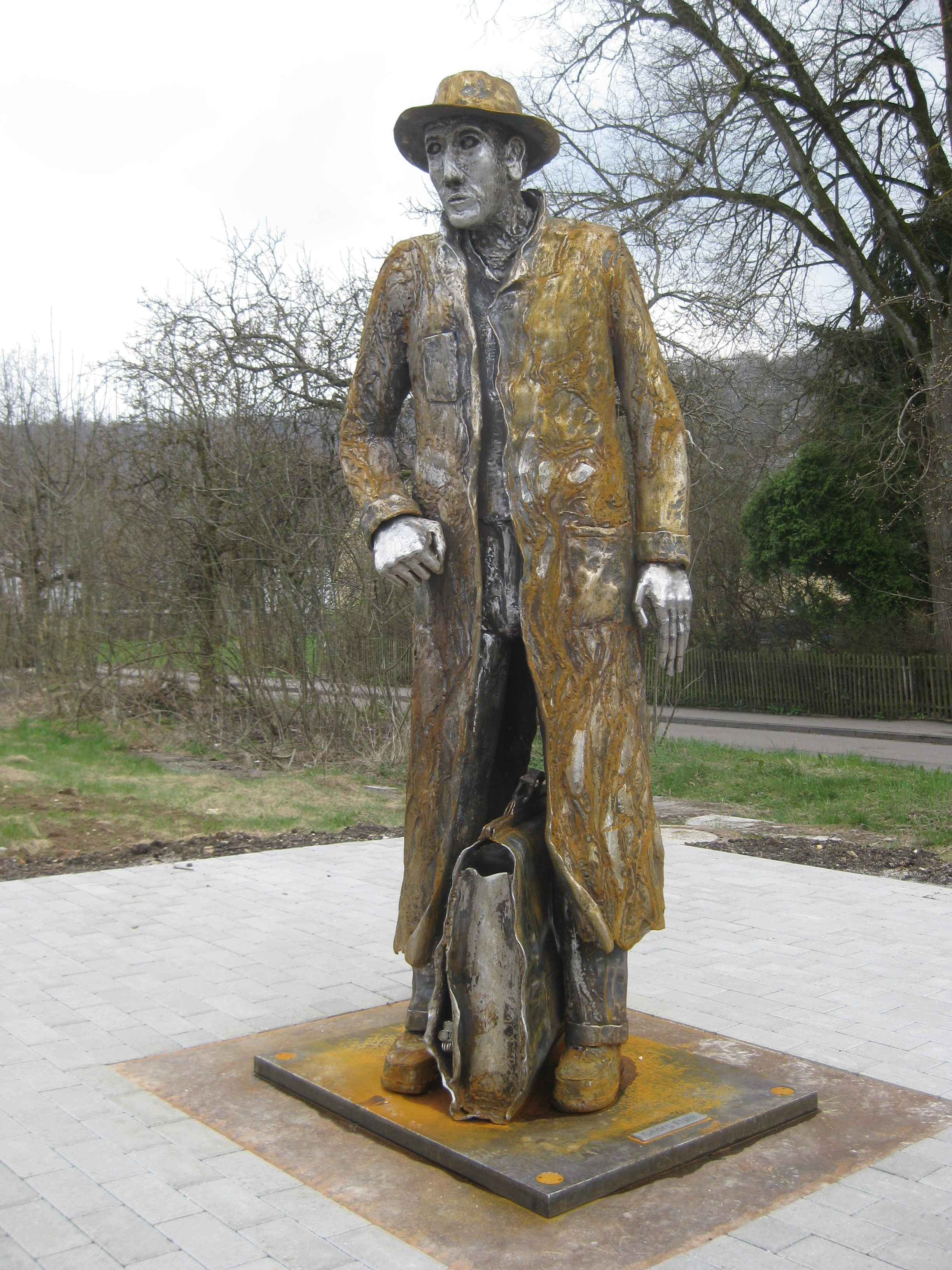
駅前のゲオルク・エルザー像
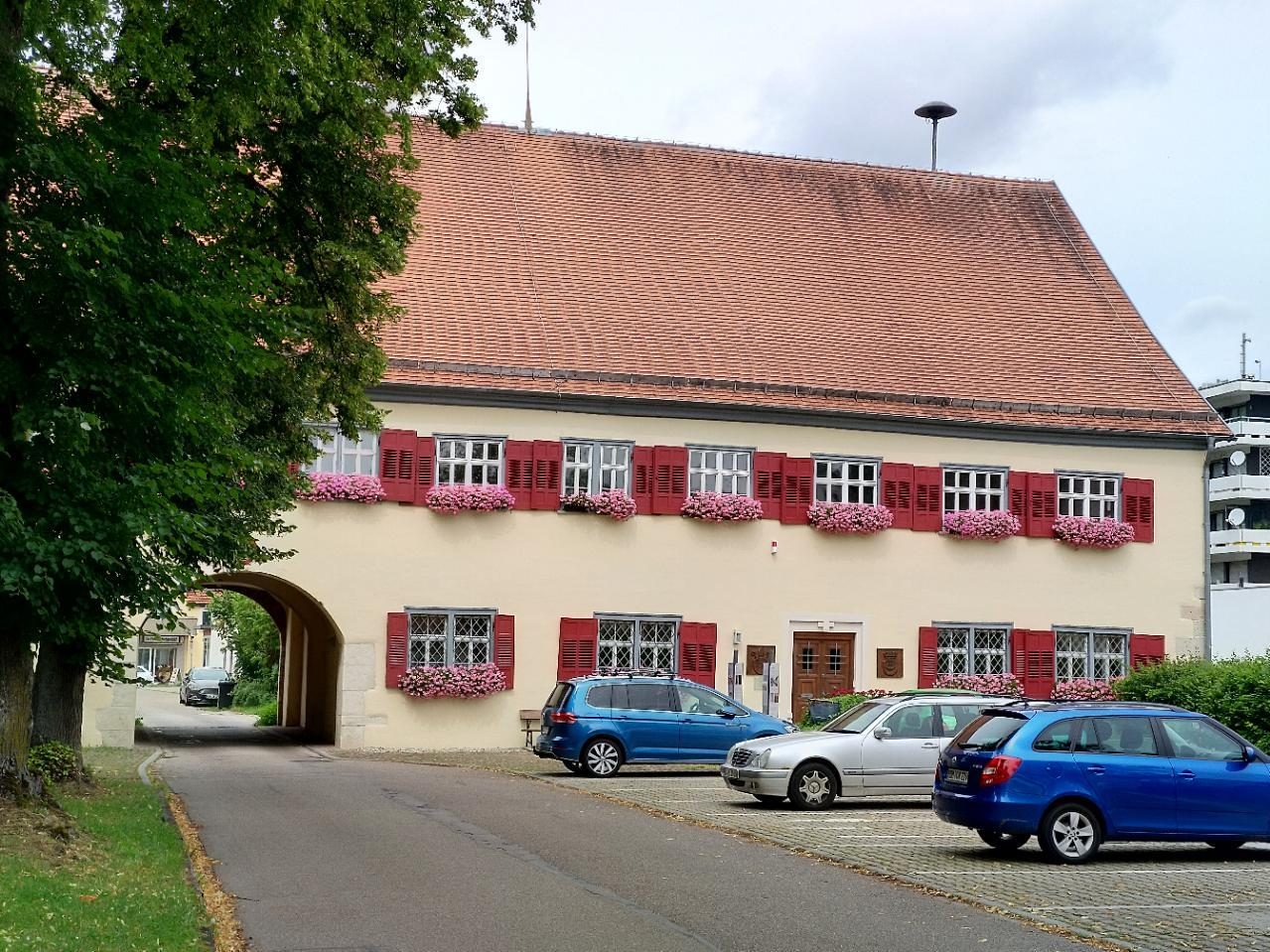
楼門博物館が入居する旧ケーニヒスブロン修道院の楼門
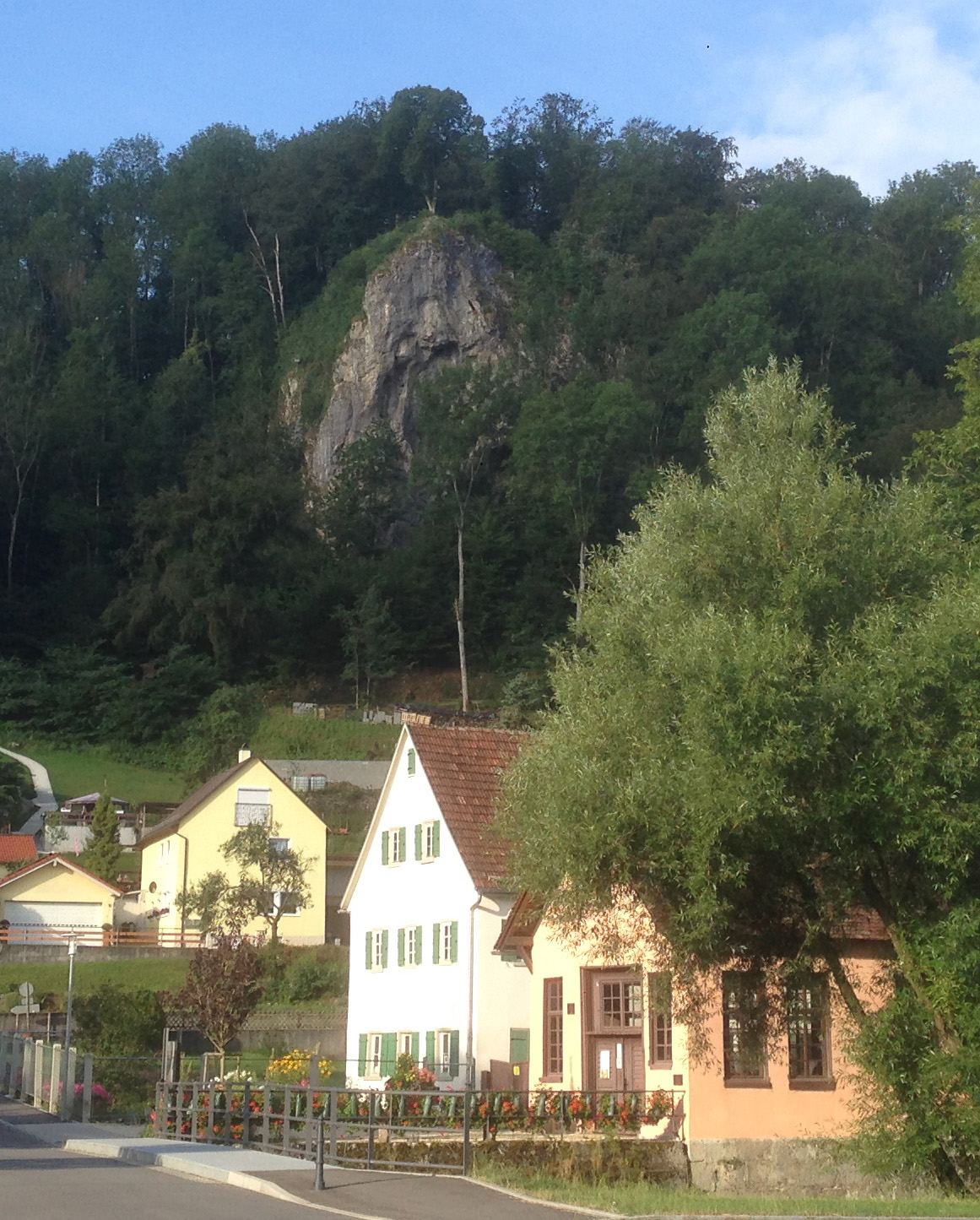
ヘルヴァルトシュタインの岩山

## 人物

### ゆかりの人物
- ゲオルク・エルザー（1903年 - 1945年）反ナチス運動家、ヒトラー暗殺計画の首謀者。この町で学び、木工職人として働いた。

## 関連図書
- Christoph Friedrich von Stälin, ed (1844). “Gemeinde Königsbronn”. Beschreibung des Oberamts Heidenheim. Die Württembergischen Oberamtsbeschreibungen 1824–1886. Band 19. Stuttgart / Tübingen: Cotta’sche Verlagsbuchhandlung. pp. 241–254